# Énekeskabóca-formák
Az énekeskabóca-formák (Cicadinae) a félfedelesszárnyúak (Hemiptera) rendjében a kabócák (Auchenorrhyncha) alrendjébe sorolt énekeskabóca-félék (Cicadidae) névadó alcsaládja közel 3000 eddig leírt fajjal — ide tartozik a család taxonjainak több mint kilenctizede.

## Származásuk, elterjedésük
Az egész földön elterjedtek. Változatosságuk és fajgazdagságuk az orientális faunaterületen (indo-maláj ökozóna) a legnagyobb, de sok fajuk él a mérsékelt égöv melegebb részein is. Leginkább a forró égövet kedvelik, a mérsékelt övben a szőlőtermesztés határán túl nem mennek.
A Kárpát-medencében közel 600 fajuk él; a legismertebbek a mannakabóca (Cicada orni) és az óriás kabóca (Cicada plebeja). Az előbbi szúrásával a mannacukrot adja, az utóbbi a legnagyobb európai faj. Közép-Európában a hegyi énekeskabóca (Cicadetta montana)  hatol a legészakabbra (Urania). Ugyancsak ez az egyetlen olyan faj, amely a Brit-szigeteken is megtelepedett; a palearktikus térségben mintegy 100 fajuk él (Alegsa).
Magyarországon főleg a Nyugat-Dunántúl enyhébb éghajlatú tájain gyakoriak. A Magyar Rovartani Társaság (MRT) szavazásán 2022-ben az év rovara az óriás énekeskabóca (Tibicina haematodes) lett.
- Ausztráliában 38 nemzetségük mintegy 200 faja él,
- Új-Zélandon és a környező szigeteken (Norfolk-sziget, Új-Kaledónia) öt nemzetség negyvenkét endemikus faja.
- Afrikában mintegy 450 faj — ezen belül Dél-Afrikában mintegy 150,
- a palearktikus térségben mintegy 100 faj (Alegsa).

A legismertebb észak-amerikai nem a tizenhétéves kabócáké (Tibicen spp.)

## Megjelenésük, felépítésük
Ebben az alcsaládban találjuk a legnagyobb termetű kabócákat; főleg a Pomponia, Megapomponia és a Tacua nemzetségek fajai között. A császárkabóca (Megapomponia imperatoria) testhossza eléri a 7 cm-tm szárnyának fesztávolsága akár a 20 cm-t is (urania).

## Életmódjuk, élőhelyük
Az új-zélandi kabócák egyedi jellegzetessége, hogy sok faj magasan, hegycsúcsokon él (Alegsa).

### Gazdasági jelentőségük, felhasználásuk
Több fajuk ismert növényi kártevő — nem annyira szívogatásával, mint inkább peterakása miatt (Urania).
Többfelé rendszeresen eszik őket; főleg Kelet- és Délkelet-Ázsiában (Alegsa).

## Rendszertani felosztásuk
A 2020-as évek elején az alcsaládban 29 nemzetséget egy nemzetségbe nem sorolatlan recens nemet különítenek el:
- Arenopsaltriini nemzetség 2 nemmel
- Burbungini nemzetség egy nemmel (Burbunga)
- Cicadatrini nemzetség 12 nemmel
- Cicadini nemzetség 2 alnemzetség összesen 7 nemével
- Cicadmalleuini nemzetség egy nemmel (Cicadmalleus)
- Cosmopsaltriini nemzetség 8 nemmel
- Cryptotympanini nemzetség 16 nemmel
- Cyclochilini nemzetség egy nemmel (Cyclochila)
- Distantadini nemzetség egy nemmel (Distantada)
- Dundubiini nemzetség 4 alnemzetséggel és 2, alnemzetségbe sorolatlan nemmel
- Durangonini nemzetség egy nemmel (Durangona)
- Fidicinini nemzetség 2 alnemzetséggel és 4, alnemzetségbe sorolatlan nemmel
- Gaeanini nemzetség 2 alnemzetséggel és 3, alnemzetségbe sorolatlan nemmel
- Jassopsaltriini nemzetség egy nemmel (Jassopsaltria)
- Lahugadini nemzetség egy nemmel (Lahugada)
- Leptopsaltriini nemzetség 6 alnemzetséggel
- Macrotristriini nemzetség 2 nemmel
- Oncotympanini nemzetség 3 nemmel
- Orapini nemzetség egy nemmel (Orapa)
- Platypleurini nemzetség 31 nemmel
- Plautillini nemzetség egy nemmel (Plautilla)
- Polyneurini nemzetség 2 alnemzetség összesen 4 nemével
- Psaltodini nemzetség 3 nemmel
- Sonatini nemzetség egy nemmel (Hyalessa)
- Talcopsaltriini nemzetség egy nemmel (Talcopsaltria)
- Tamasini nemzetség 3 nemmel
- Thophini nemzetség 2 nemmel
- Tosenini nemzetség 3n nemmel
- Zammarini nemzetség 2 alnemzetség összesen 13 nemével
  - Minyscapheus (besorolatlan nem)